# Derecho parlamentario
El Derecho Parlamentario es la parte del Derecho Constitucional que regula la institución del Parlamento y sus instituciones, como por ejemplo el defensor del pueblo. Aunque hay autores que consideran al derecho parlamentario un derecho autónomo, no es posible entender este derecho fuera de la constitución.